# Esafluoruro di iridio
Il fluoruro di iridio(VI) è un composto chimico binario dell'iridio esavalente con il fluoro, avente formula molecolare IrF6.
È un solido giallo molto igroscopico, bassofondente e volatile (p. f. =  44 °C, p. e. = 53,6 °C), estremamente reattivo.
La sua molecola ha una struttura ottaedrica, con l'atomo di iridio al centro e i sei fluori ai vertici. La lunghezza dei legami Ir–F è di 183,3 pm.
Può essere ottenuto per sintesi diretta con il fluoro in eccesso a 300 °C:
Ir + 3 F2   →   IrF6
È uno dei pochi composti dell'iridio allo stato di ossidazione +6.